# Rocas Flirt
Las Rocas Flirt (en inglés: Flirt Rocks) Son dos islas rocosas pequeñas y deshabitadas en el territorio británico de ultramar de Anguila, en las Islas de Sotavento del Caribe. Están ubicadas a 0,75 millas (1,21 kilómetros) de norte de los Cayos Prickly Pear. El arrecife Seal está situado al este de las Rocas Flirt.
Los islotes consisten en la Gran y la Pequeña Roca Flirt. La Gran Flirt esta a aproximadamente 20 pies (6,1 m) sobre el nivel del mar, mientras que la Pequeña Flirt esta a aproximadamente entre 8 pies (2,4 m) y 10 pies (3,0 m) sobre el nivel del mar.